# Центр-Юг (авіакомпанія)

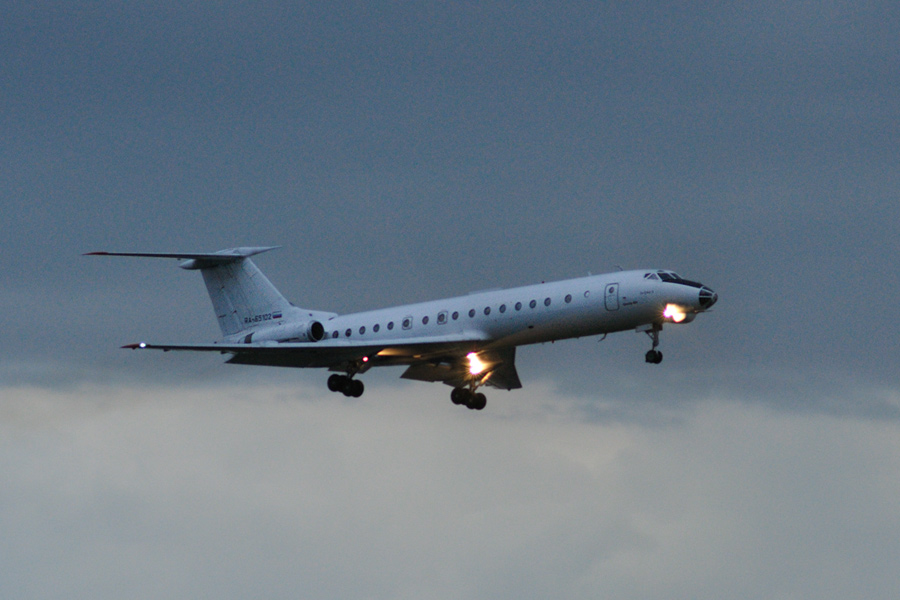
Ту-134А-3 RA-65102

Центр-Південь — колишня чартерна авіакомпанія, що базується в аеропортах: Бєлгород, Перм.

## Діяльність
Основним видом діяльності авіакомпанії були чартерні і VIP перевезення пасажирів по Росії і країнам СНД.
Був офіційним перевізником волейбольного клубу ВК «Локомотив-Білогір'я».
З 01 жовтня 2015 року ТОВ «Авіакомпанія «Центр-Південь» призупинила свою операційну діяльність у відповідності з рішенням Росавіації. Рішення про призупинення з 01 жовтня 2015 року дії сертифіката експлуатанта ТОВ «Авіакомпанія «Центр-Південь» (згідно з наказом Росавіації від 16.09.2015 року № 598) було прийняте на підставі позапланової інспекційної перевірки, за підсумками якої в авіакомпанії були виявлені серйозні порушення чинного повітряного законодавства: під виглядом чартерної авіакомпанії перевізник здійснював регулярні рейси. 23 жовтня 2015 року сертифікат експлуатанта недійсним.

## Флот
За станом на червень 2015 року активний флот авіакомпанії складався з 2 літаків типу Ту-134 і 3-х літаків Sukhoi Superjet 100
| № | Модель                 | Бортовий номер | Кількість місць                   | Фото |
| - | ---------------------- | -------------- | --------------------------------- | ---- |
| 1 | Ту-134АК               | RA-65944       | I-й клас — 24,"люкс" — 13         |      |
| 2 | Ту-134АК               | RA-65607       | н/д                               |      |
| 3 | Sukhoi SuperJet 100-95 | RA-89004       | 12 бізнес-класу + 75 економ-класу |      |
| 4 | Sukhoi SuperJet 100-95 | RA-89007       | 12 бізнес-класу + 75 економ-класу |      |
| 5 | Sukhoi SuperJet 100-95 | RA-89053       | 12 бізнес-класу + 75 економ-класу |      |

## Географія польотів
Авіакомпанія здійснювала чартерні перевезення по Росії. Основними пунктами напряму з аеропорту Білгород були Москва (Внуково) Нижній Новгород (Стригіно), Анапа (Вітязево) та інші пункти за бажанням замовника. Також виконувалися рейси в Москву з Липецька і Старого Оскола. Авіакомпанія пов'язувала Білгород з іншими містами Росії на чартерній основі.
Влітку 2012 року здійснювався регулярний рейс Москва — Апатіти на літаку Ту-134.
Також авіакомпанія «Центр-Південь» виконувала рейси за вахтовим напрямами : Когалим, Норильськ, Ямбург, Новий Уренгой. З 10 червня 2013 по 2015 рік авіакомпанія знову почала виконувати регулярні рейси з Бєлгорода в Москву, Санкт-Петербург, Надім і Сургут, а також з Москви в Надим і з міжнародного аеропорту Калуга в республіку Крим на літаку Sukhoi Superjet 100.
| Пункт вильоту     | Пункт прильоту    | Номер рейсу       | Дні курсування      | Тип ПС              |
| ----------------- | ----------------- | ----------------- | ------------------- | ------------------- |
| Білгород          | Москва Домодєдово | 105, 107          | СР(2 рейси), ПТ, НД | -                   |
| Білгород          | Надим             | 105               | ПТ, НД              | -                   |
| Білгород          | Санкт-Петербург   | 101               | ПН, ПТ              | -                   |
| Білгород          | Сургут            | 103               | ПН, СБ              | -                   |
| Москва-Домодєдово | Білгород          | 106, 108          | СР, ПТ, СБ, НД      | -                   |
| Москва-Домодєдово | Надим             | 105               | ПТ, НД              | -                   |
| Калуга            | Сімферополь       | CTS-9629/CTS-9630 | ЧТ                  | Sukhoi Superjet 100 |
| Надим             | Білгород          | 106               | ПТ, НД              | -                   |
| Надим             | Москва Домодєдово | 106               | ПТ, НД              | -                   |
| Санкт-Петербург   | Білгород          | 102               | ПН, ПТ              | -                   |
| Сургут            | Білгород          | 104               | ВТ, СБ              | -                   |
| Архангельськ      | Сімферополь       | 623, 622          | СБ,НД               | Sukhoi Superjet 100 |